# 邵宗海
邵宗海（1946年12月15日—），籍貫浙江镇海，中華民國政治人物，中國國民黨籍。曾任第二届國民大會代表、中國文化大學中山與中國大陸研究所教授及社會科學院院長，現已退休。

## 經歷
籍贯浙江镇海县（今宁波市北仑区下邵村），“宗”字辈。1946年（另说1947年）12月15日，出生于四川成都。父親在四川省政府任低階公務員，後因大陸變色，舉家逃難於香港調景嶺，因成績優異，獲調景嶺中學保送，於十二歲隻身赴台，就讀彰化員林實驗中學，高中轉進嘉義中學，1975年，毕业于台湾國立中興大學法商學院(今國立台北大學)夜間部公共行政系，后赴美国留学，1978年获得美国德克薩斯州大學奧斯汀分校政治学硕士，為中興大學夜間部继该校第一届畢業生侯天壬在美国纽约州立大學Binghamton分校於1972年率先取得管理科學碩士學位5年後，首個取得碩士學位的畢業生。1987年，获得圣路易斯大学历史学博士，研究外交史。在美国留学期间，曾任海工会全美学联会总干事。
1987年，返回台湾，从教于國立政治大學，历任政大三民主义研究所、历史研究所、外交系副教授。后任國立中興大學法商學院(今國立台北大學)公共行政系副教授。1988年6月，出任中华民国归国学友协会副秘书长，1990年6月，升任秘书长。
邵为“爱盟”主要发起人。1990年5月，“爱盟”正式登记为台湾政治团体，后改名作“中华民国反共爱国联盟”。邵担任执行委员。1991年10月，台湾学术界成立“中华民国知识界反台独大联合”，邵为主要发起人之一。
1991年12月，当选第二届台北市第三選區國民大會代表。后出任国民党国大党团副书记长，1993年8月，当选国民党第十四届中央委员。，2000年曾出任親民黨助理主席兼首席政策總顧問，專門為黨主席宋楚瑜在兩岸政策上獻策，而親民黨的黨章也是出自邵教授之手，並意圖角逐2001年台北市南區立法委員席次，但在黨內提名機制被刷掉，故此憤而離開親民黨，並重返中國國民黨。
致力于两岸文化交流，任台湾两岸关系发展协会理事长。2000年9月，受聘北京大学国际关系学院客座教授。2001年，获得美国富布赖特奖。2001年，任哈佛大学费正清东亚研究中心访问学者。2001年12月至2002年5月，任新加坡国立大学东亚所客座高级研究员。

## 代表著作
邵著作颇丰，代表性的有：
- 《两岸关系论丛书》
- 《大陆台湾研究现况》
- 《两岸关系》
- 《当代大陆政策》
- 《两岸协商与谈判》